# Michel Bélanger
Pour les articles homonymes, voir Michel Bélanger (avocat) et Bélanger.
Michel Bélanger, né le 10 septembre 1929 à Lévis, au Québec, et décédé le 1er décembre 1997 à l'Hôtel-Dieu de Montréal, est un économiste, haut fonctionnaire et un banquier québécois.

## Biographie
Michel Bélanger est né à Lévis en 1929 et a fait ses études dans la région de Québec, d'abord au Collège de Lévis et par la suite à la Faculté des sciences sociales de l'Université Laval. Entre 1954 et 1960 il est en poste à Ottawa au Ministère des finances. Dans les années 1960, il fait carrière dans la fonction publique fédérale puis comme conseiller et sous-ministre dans divers ministères du gouvernement du Québec. Il a notamment été conseiller économique de René Lévesque, alors ministre des Richesses naturelles (1961-1966), dans le dossier de la nationalisation de l'électricité au Québec. Il a participé de très près à ce qu'on appelle la Révolution tranquille au Québec,.
En 1966 il est nommé sous-ministre de l'industrie et du commerce et le directeur des services internationaux est Gilles Chatel. Lui ont succédé M Labonté, John H Dinsmore, Patrick Hyndman et C Latortue.
En 1973, il est le premier francophone à accéder à la présidence de la Bourse de Montréal. De 1976 à 1979, il assume la direction de la Banque provinciale du Canada et jouera un rôle décisif dans la fusion avec la Banque canadienne nationale. De 1979 à 1990, il devient président et chef de la direction de la Banque nationale du Canada, créée par la fusion de la Banque provinciale du Canada et de la Banque canadienne nationale. 
En 1990, le premier ministre du Québec Robert Bourassa le nomme coprésident, avec Jean Campeau, de la Commission sur l'avenir politique et constitutionnel du Québec, surnommée Commission Bélanger-Campeau.

Lors de sa mort à l'âge de 68 ans, le 2 décembre 1997, plusieurs personnalités lui rendent hommage. Sur une motion du l'ancien premier ministre Daniel Johnson, l'Assemblée nationale du Québec adoptait : 

« Que l'Assemblée nationale rende hommage à la mémoire de M. Michel Bélanger, un des principaux artisans du Québec moderne, pour sa contribution insigne au développement du secteur public et aux réussites des organismes et entreprises privées qu'il a dirigés. »

Daniel Johnson ajoutait ces commentaires personnels (extrait) : 

« (…) Lorsque je l'ai rencontré, il était un artisan du Québec moderne. Il était, lorsque je le fréquentais, déjà il y a une vingtaine d'années et plus, un symbole de nos réussites, très certainement un exemple pour les jeunes francophones qui pouvaient se destiner vers une carrière dans le monde des affaires. Nous avons, comme Québécois, de nombreux exemples de grands entrepreneurs, propriétaires, inventeurs, innovateurs francophones. Nous n'avions à l'époque que très peu d'exemples de grands commis du secteur public et du secteur privé qui dirigeaient de grandes entreprises, qui assuraient leur succès, qui créaient des emplois, qui assuraient le rayonnement du Québec et des Québécois bien au-delà de nos frontières. Et ce dont on doit se souvenir  c'est ce que j'aimerais souligner ici ce matin  c'est ce rôle qu'a joué Michel Bélanger comme guide de toute une génération intéressée par l'action économique, intéressée aussi par l'action politique et par le rôle des Québécois et Québécoises au sein de la constitution canadienne. »

la même journée, le sénateur Roch Bolduc affirmait :

« (...) C'était un bon économiste qui allait au cœur des questions, et il était doté d'un jugement solide et d'un bon sens de l'humour, ce qui est toujours précieux dans des circonstances corsées. C'était un homme simple que les honneurs de toutes sortes n'ont pas changé. Il est resté concis, direct et fort indépendant dans ses conseils aux dirigeants politiques, de René Lévesque à Robert Bourassa.
Quand un projet n'avait pas de sens, il le disait sans broncher, quel que fût l'interlocuteur. Profondément nationaliste, Michel Bélanger connaissait aussi les limites de l'action de l'État. Il fut un excellent serviteur public sur la scène canadienne et sur la scène québécoise, un acteur important de la Révolution tranquille, un fédéraliste convaincu, un collègue et ami de premier plan.
Depuis 15 mois, le Québec a perdu Robert Bourassa, Arthur Tremblay, Gérard Pelletier, Léon Dion, Fernand Dumont et Michel. Ce fut une année pénible qui laissera un grand vide.
Le pays perd aussi un grand monsieur. Michel était un humaniste, un lecteur vorace, non seulement d'ouvrages économie mais aussi de littérature. Les arts comptaient dans sa vie et donccelle de son épouse, à qui j'adresse mes plus sincères condoléances. »

## Distinctions
- 1976 -  Officier de l'Ordre du Canada[5]
- 1979 - Grands Montréalais
- 1990 - Médaille Gloire de l'Escolle
- 1993 -  Compagnon de l'Ordre du Canada[5]
- Membre élu du Temple de la renommée des hommes d'affaires canadiens (Canadian Business Hall of Fame)[6].
- 2016 - Commandeur de l'Ordre de Montréal[7]

## Sources externes
- Fonds d'archives - Le fonds d'archives de Michel Bélanger est conservé au centre d'archives de Montréal de Bibliothèque et Archives nationales du Québec[8].